# Silas Carson
Silas Carson (Londra, 1965) è un attore britannico.

## Biografia
Carson nasce a Westminster, un distretto di Londra, da padre inglese e da madre indiana. È famoso per aver interpretato ben due personaggi di rilievo (ed altri due ruoli minori) della saga fantascientifica di George Lucas, Guerre stellari: lo Jedi Ki-Adi-Mundi e il viceré Nute Gunray.
In Star Wars Episodio I - La minaccia fantasma, Carson interpreta altri due personaggi con parti parlate: un senatore, Lott Dod (nonostante la sua voce sia stata rimpiazzata da quella dell'attore Toby Longworth), e il co-pilota della nave diplomatica Jedi. È apparso nei ruoli di Nute Gunray e Ki-Adi-Mundi in tutti e tre i prequel della saga, rendendolo l'unico attore dell'esalogia ad aver interpretato tutti personaggi che sarebbero poi morti.
È inoltre apparso in un cameo nella serie televisiva della BBC Hustle - I signori della truffa, come un fan dei film di Bollywood. Ha prestato la sua voce a diversi alieni nella serie Doctor Who.

## Filmografia parziale

### Cinema
- Febbre a 90° (Fever Pitch), regia di David Evans (1997)
- Star Wars - Episodio I - La minaccia fantasma (Star Wars: Episode I - The Phantom Menace), regia di George Lucas (1999)
- Star Wars - Episodio II - L'attacco dei cloni (Star Wars: Episode II - Attack of the Clones), regia di George Lucas (2002)
- Oceano di fuoco - Hidalgo (Hidalgo), regia di Joe Johnston (2004)
- Star Wars - Episodio III - La vendetta dei Sith (Star Wars: Episode III - Revenge of the Sith), regia di George Lucas (2005)
- Un colpo perfetto (Flawless), regia di Michael Radford (2007)
- Postcards from London, regia di Steve McLean (2018)

### Televisione
- Geremia il profeta (Jeremiah), regia di Harry Winer – film TV (1998)
- Il seggio vacante (The Casual Vacancy) – miniserie TV, 3 puntate (2015)
- Tut - Il destino di un faraone (Tut) – miniserie TV, 3 puntate (2015)
- Trust – serie TV (2018)
- L'ispettore Barnaby (Midsomer Murders) - serie TV, episodio 22x02 (2021)
- L'ispettore Dalgliesh (Dalgliesh) – serie TV, episodi 2x03-2x04 (2023)

## Doppiatori italiani
Nelle versioni in italiano delle opere in cui ha recitato, Silas Carson è stato doppiato da:
- Elio Zamuto in Star Wars - Episodio I - La minaccia fantasma, Star Wars - Episodio II - L'attacco dei cloni, Star Wars - Episodio III - La vendetta dei Sith (Nute Gunray)
- Gianni Musy in Star Wars - Episodio I - La minaccia fantasma, Star Wars - Episodio II - L'attacco dei cloni, Star Wars - Episodio III - La vendetta dei Sith (Ki-Adi-Mundi)
- Danilo Di Martino in Trust
- Achille D'Aniello ne Il nemico invisibile
- Fabrizio Russotto in Cleanskin
- Alberto Angrisano in Impero criminale